# William Paine Lord
William Paine Lord (20 de Julho de 1838 - 17 de Fevereiro de 1911), foi um político Republicano que atuou como o nono Governador do Oregon de 1895 a 1899. O nativo de Delaware atuou anteriormente como o 27º juiz associado da Suprema Corte do Oregon, incluindo três vezes como Chefe de Justiça da Suprema Corte. Depois de servir como governador, foi nomeado como embaixador da Argentina na América do Sul e mais tarde ajudou a codificar as leis do Oregon.

## Primeiros anos
Filho de Edward e Elizabeth (Payne) Lord, nasceu no dia 20 de Julho de 1838 em Dover, Delaware, Lord era parcialmente surdo e tinha capacidade limitada de falar. Recebeu sua educação fundamental em uma escola Quaker e através de aulas particulares. Posteriormente estudou Direito na Faculdade Fairfield, graduando-se em 1860. Antes que pudesse continuar com seus estudos, Lord voluntariou-se para o serviço militar na Guerra Civil Americana, avançando para o posto de Major na 1ª Cavalaria de Delaware no Exército da União do Potomac.
Quando a guerra terminou, Lord continuou fazendo faculdade de direito na Faculdade Albany em Nova York, graduando-se lá em 1866. Então retornou ao exército pela segunda vez, realistando-se no posto de tenente. Suas funções incluem postagens em Alcatraz, em São Francisco, e Fort Steilacoom, perto de Tacoma, Washington. Quando os Estados Unidos tomaram posse formal do Alasca em 1867, o Ten. Lord foi enviado a Sitka. Em 1868, Lord resignou-se do exército para criar uma advocacia em Salem, Oregon.

## Entrada na política
William Paine Lord logo envolveu-se na política, tornando-se Procurador-Geral da Cidade de Salem em 1870. Isso o lançou em seu primeiro cargo eleito: um lugar no Senado do estado em 1878. Resignou-se de seu cargo no Senado por uma eleição bem sucedida como candidato Republicano a Juiz da Suprema Corte do Oregon. Lord atuou na corte de 1880 até 1894. Era um juiz popular e tinha a reputação de ser o jurista mais competente da história do estado, cumprindo seu último mandato como Chefe de Justiça.
Aceitou a nomeação Republicana para a Eleição de Governador de 1894, deixando o cargo depois da vitória nas eleições para governador.

## Governo
A popularidade do governador Lord levou-o ao Gabinete do Governador. Imediatamente procurou apoiar o ensino superior, eliminar a corrupção dos especuladores e fomentou o apoio à eleição direta dos senadores dos Estados Unidos, quando o Senado recusou-se a nomear Henry W. Corbett, candidato do Lord.
Promoveu o fim das práticas corruptas de Especulação financeira da época, criando a Comissão do Estado, liderada por um Agente oficial do Estado. O atual sistema de uso da terra que protege a vida selvagem e a pesca do Oregon evoluiria dessa agência inicial.
A Câmara de 1897 não conseguiu organizar-se, envolvida em uma disputa sobre a reeleição do Senador americano John H. Mitchell.
Lord também pediu uma emenda constitucional à Constituição de Oregon, permitindo ao governador um veto. Embora nada tenha ocorrido durante seu mandato, mais tarde os governadores apoiariam a proposta de Lord. O veto foi finalmente aprovado em 1916.
Lord perdeu em sua candidatura a um segundo mandato, na campanha das eleições primárias de 1898 contra o Republicano Theodore T. Geer.

## Últimos anos
Pouco depois de deixar o Gabinete do Governador, Lord foi nomeado Ministro dos EUA (Embaixador) para a Argentina pelo Governo McKinley. Atuou nesse cargo até 1902, depois retornou a Oregon.
Em 1902, William Paine Lord foi nomeado Comissário de Lei pela Suprema Corte de Oregon. Nesse cargo, que ocupou até 1910, analisou e anotou todas as leis existentes do Estatuto do Oregon, compilando-as em três volumex, As Leis do Oregon de Lord - oficialmente a Lei Estatal do Oregon de 1909.
Em 1910, Lord mudou-se para São Francisco, onde morreu em 17 de Fevereiro de 1911. Seu corpo foi devolvido a Oregon, onde foi sepultado no Mausoléu Mount Crest Abbey, em Salem.